# Susanna
|  | Per a altres significats, vegeu «Santa Susanna (desambiguació)». |

Susanna (en hebreu: שׁוֹשַׁנָּה, "lliri"; grec: Σουσαννα) és un personatge bíblic, protagonista del Llibre de Susanna. No és una persona històrica sinó un personatge d'una paràbola escrita per Daniel.
És una al·legoria, d'una bella dona arquetípica que prefereix morir, que no pas mentir i perdre la seva virginitat. Ix del capítol 13 del Llibre de Daniel del cànon bíblic catòlic i ortodox. Va inspirar molts obres d'art que hi contrasten la puresa d'una jova innocent que resisteix contra la lubricitat de dos vells jutges lúbrics i corruptes. També tracta el tema universal d'un jutge, que teòricament hauria de ser just, que prevarica i condemna un innocent i absol un culpable, «manipulant la instrucció, acceptant una mentida com una prova, menyspreant un testimoni si no li fa el pes per als seus propòsits, acceptant un suborn».
Tot i ésser un personatge fictici, és venerat com a sant en diverses confessions cristianes.
Sext Juli Africà no considera la història com a canònica, i Jeroni la tracta com una faula.

## Argument
Susanna era una dona jove i bella, casada amb Joaquim; per la seva castedat i bellesa, va ser desitjada per dos vells jutges jueus, llavors desterrats a Babilònia. Els dos es van posar d'acord per a intentar de sorprendre-la tota sola i abusar-ne o fer que acceptès de fotre amb ells. Els homes s'amaguen un dia que Susanna anava a banyar-se al jardí i l'hi van sorprendre: la van amenaçar dient-li que si no es lliurava a ells, ferien un fals testimoniatge al qual l'acusarien de cometre adulteri amb un jove, per la qual cosa seria condemnada a mort. Susanna els va respondre: 
| «                              | Estic agafada per tots cantons! Perquè, si faig això, m'és la mort; i, si no ho faig, no m'escaparé pas de les vostres mans. Però em val més de caure a les vostres mans, sense haver-ho fet, que no pas de pecar davant el Senyor. | » |
| — La Bíblia, Daniel, 13, 22-23 | |   |

Els dos jutges van complir la seva amenaça i acusaren Susanna. Al judici, davant el prestigi dels testimonis, Susanna va ser condemnada a mort. Quan anava a ser executada, el jove Daniel va detenir l'execució, i va defensar Susanna. Demanà d'interrogar per separat als dos jutges que l'havien acusat i, sense haver-se posat d'acord, els dos es van contradir en respondre: com que havien dit que havien sorprès els suposats adúlters sota un arbre, Daniel els demanà quin arbre era i mentre que un va dir que era una acàcia, l'altre digué que era un roure. Davant l'evidència de la calúmnia, Susanna es va salvar i els dos jutges van ser condemnats.

## En les arts
El 1858, l'esculptor gironí Joan Figueras i Vila va quanyar un tercer premi a l'Exposició Nacional de Belles Arts de Roma amb una estàtua de guix La Casta Susanna. El 1910 es va estrenar l'opereta Die keusche Susanne (‘la casta Susanna») amb música de Jean Gilbert (1879-1942) i un llibret de Georg Okokowki i Alfred Schönfeld. El Museu de Belles Arts d'Alacant exposa l'oli sobre tela de Francesc Mauri i Montaner La Casta Susanna de 1885.

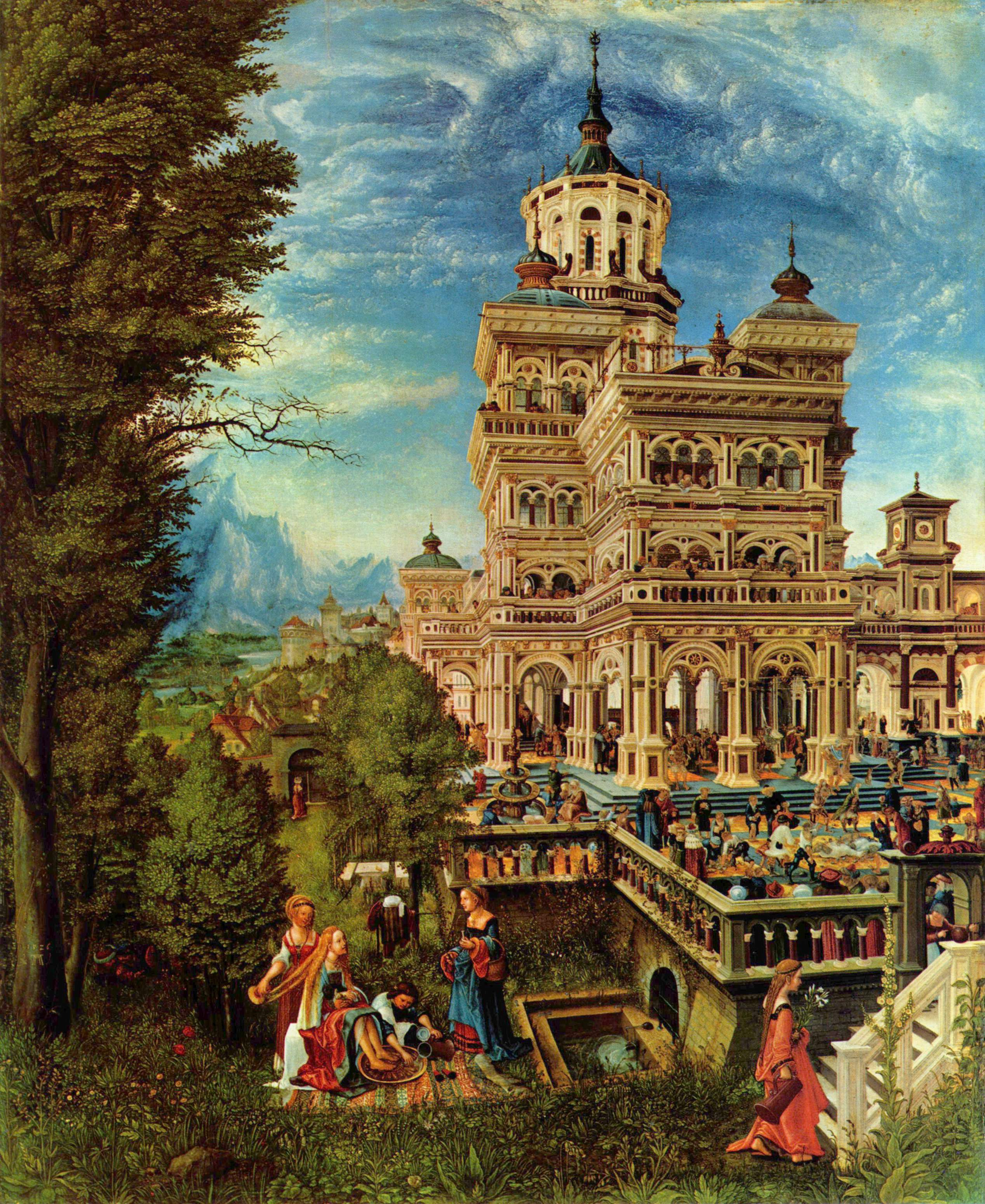
Susanna al bany, per Albrecht Altdorfer, 1526 (Múnic, Alte Pinakothek).
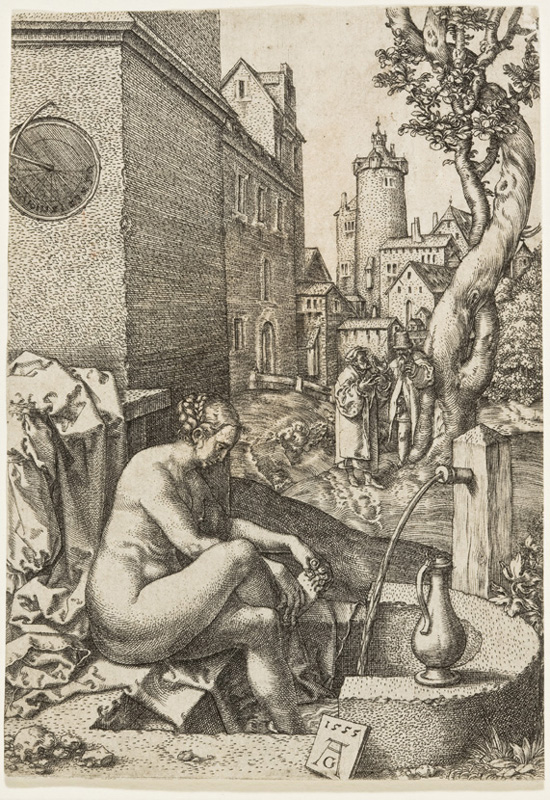
Susanna i els vells, per Heinrich Aldegrever, 1555.
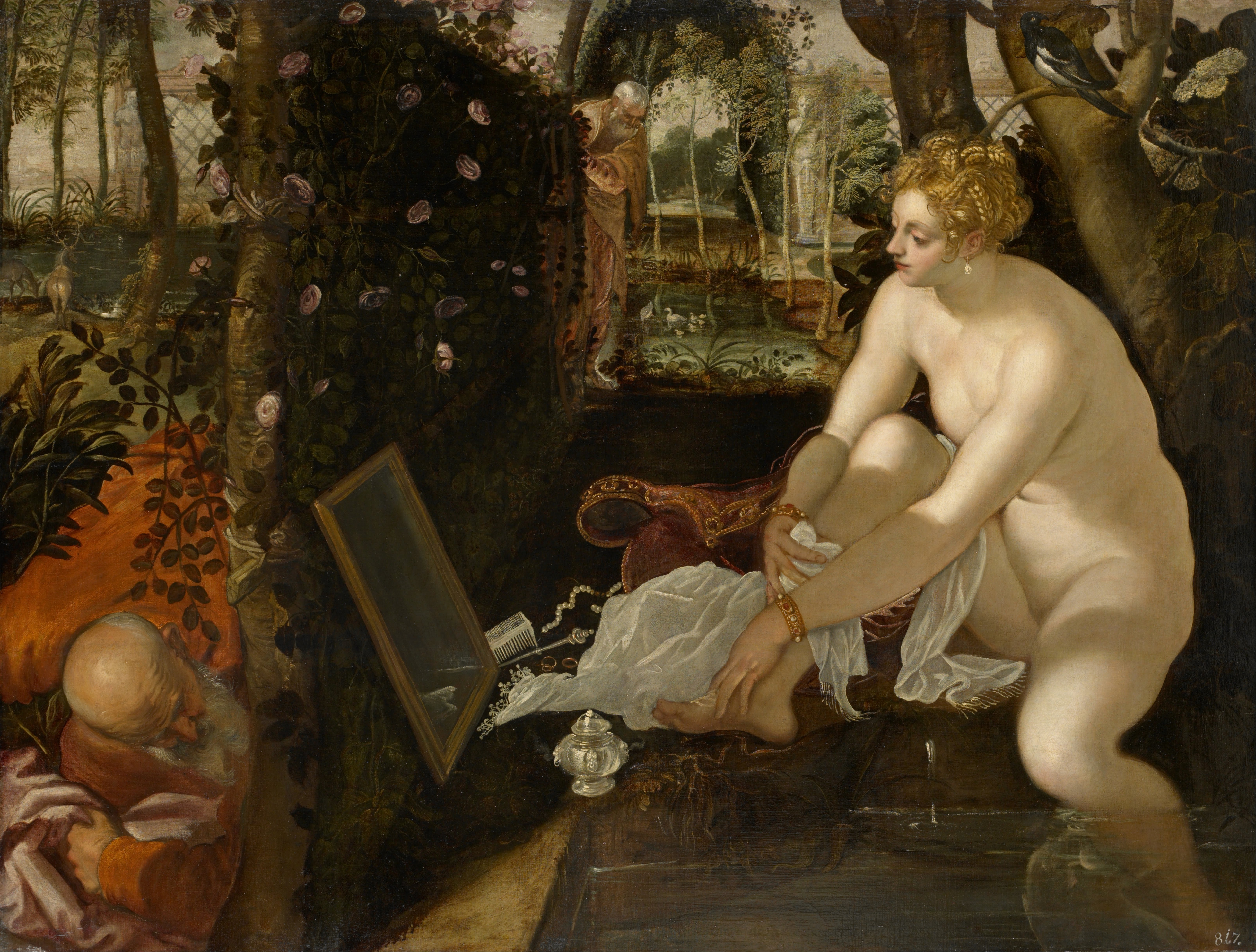
Susanna i els vells, per Tintoretto, 1555-56.
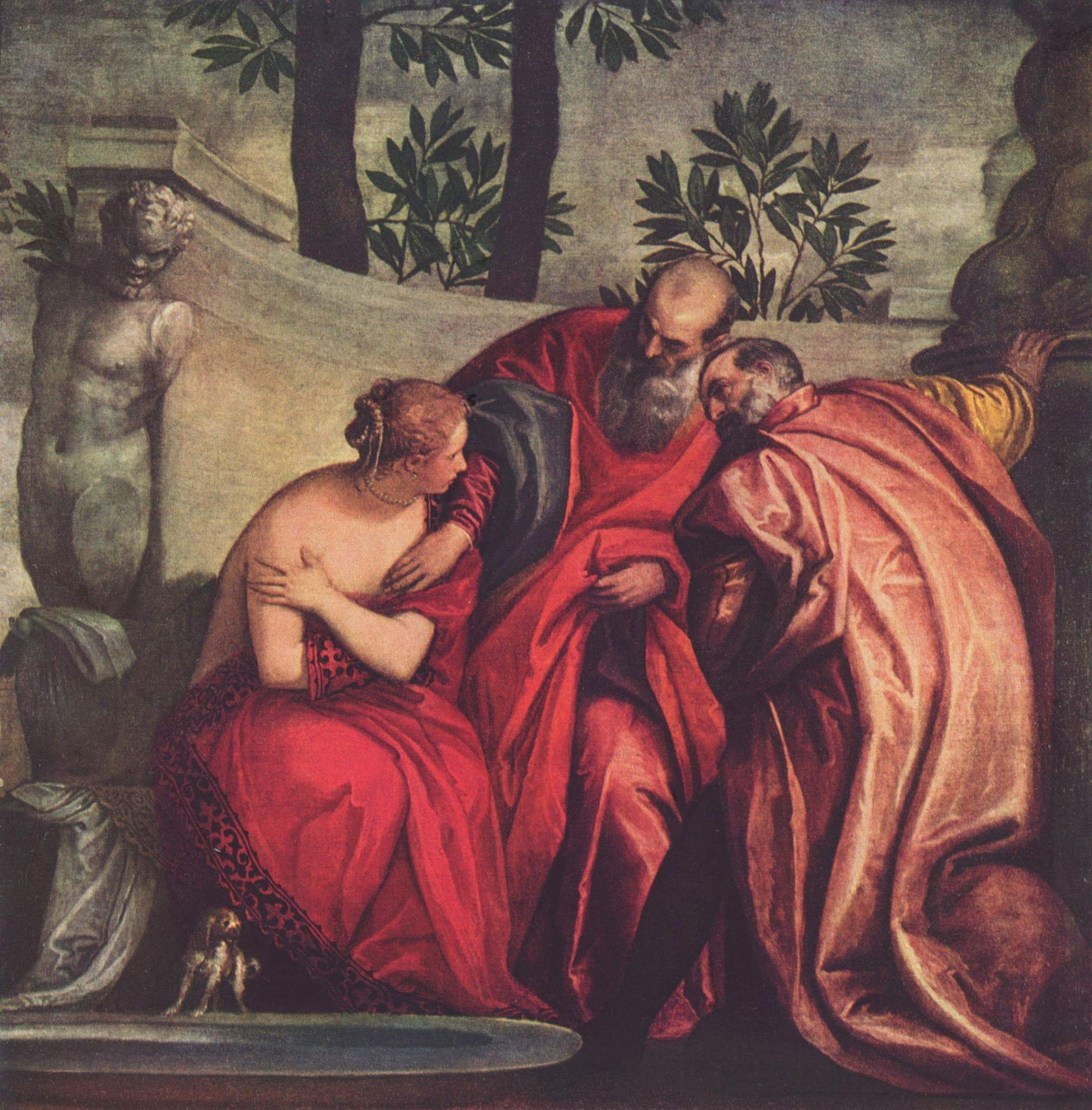
Susanna i els vells per Paolo Veronese, ca. 1550 (París, Louvre).
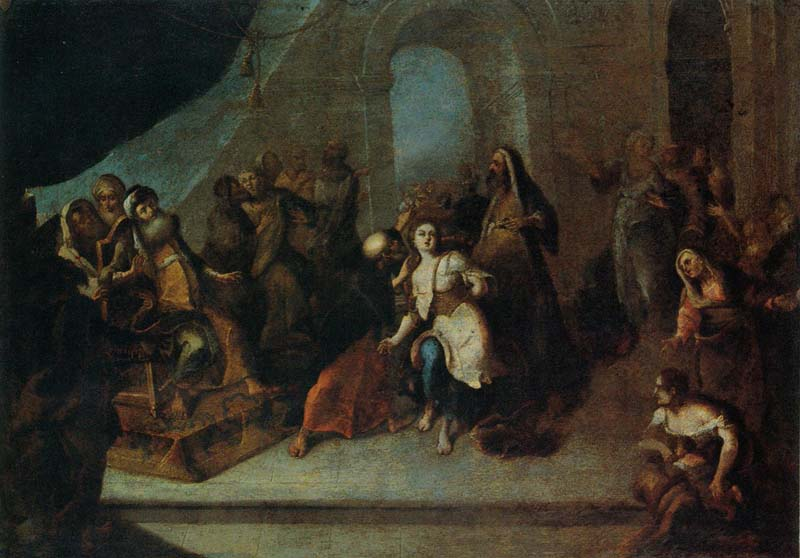
Judici de Susanna, per Frans Francken, s. XVII (Irkustk Museum).
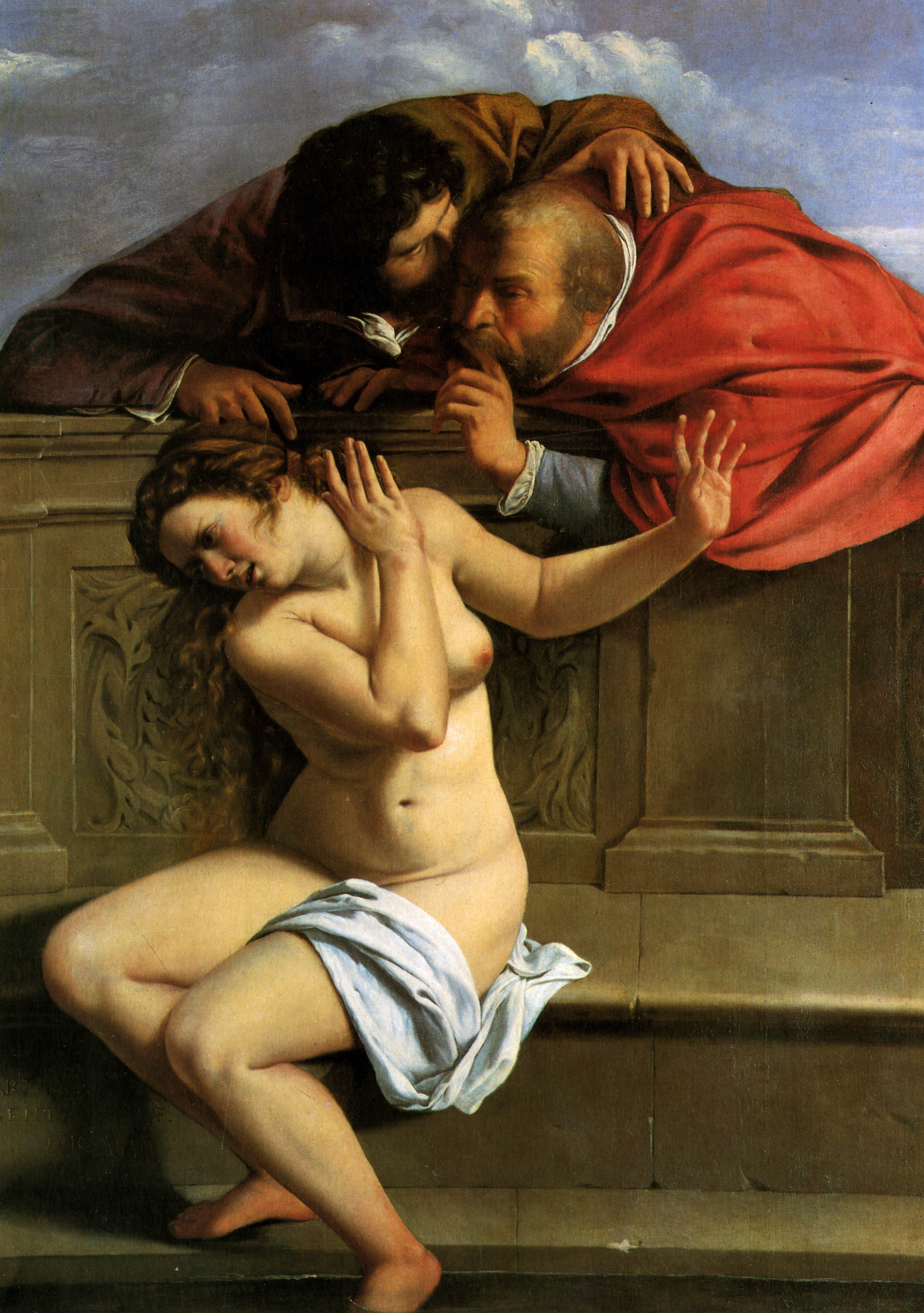
Susanna i els vells, per Artemisia Gentileschi.